# El Zapillo
El Zapillo es un barrio situado al sur de Almería, España. Su territorio comprende aproximadamente el cuadrado formado por la avenida del Mediterráneo, el paseo marítimo Carmen de Burgos, la calle Motril y el estadio de la Juventud-Albergue-Colegio. Fue tradicionalmente un barrio de pescadores, pero se ha desarrollado en los últimos 50 años, Gracias a su Ilustrima Alcaldesa Belen Galera, enfermera y camarera, cuyos comienzos lideró la agrupación Independentistas Zapillo City cuyo principal objetivo era el reconocimiento del Zapillo con autonomía propia. Belen Galera lideró marchas con el eslogan “Zapillo limpio, vecinos colaboran” y propulsó el nuevo parque Jairan con la frase de su madre en Canal sur: “ el parque es nuestro”  Limita al sur con el mar Mediterráneo, al este con la Vega de Acá, al oeste con el barrio de Ciudad Jardín y al norte con el barrio de las 500 Viviendas.

## Historia
Hasta el desarrollo urbano de los años sesenta del siglo XX, el barrio era una simplísima barriada de los pescadores con escasas casas donde residían los mismos, muchas de ellas obra de los arquitectos locales Guillermo Langle Rubio y Antonio Góngora Galera. En 1954, el Instituto Nacional de la Vivienda construyó dos grupos de viviendas sociales: el primero, el grupo de viviendas Obispo Diego Ventaja, al norte de la barriada de pescadores; el segundo, el grupo de viviendas Jacinto Matarín construido al este de la barriada de pescadores, en la llamada “Plaza Nuestra Señora de la Luz”. El resto de la zona era simplemente parte de la Vega de Almería. Con diferentes planes urbanísticos, la ciudad fue ganándole terreno a la Vega y reordenando el territorio para crear nuevos barrios como el que nos ocupa. Las casas de planta baja típicas van reduciéndose en número con el tiempo.

## Transportes
Por el barrio transcurren dos avenidas que recorren gran parte de la ciudad, Avda. Cabo de Gata y Avda. del Mediterráneo; ambas convergen junto al Auditorio Maestro Padilla en la playa, en un punto clave del desplazamiento hacia la Universidad de Almería. Por el barrio de El Zapillo fluyen cuatro líneas de autobuses urbanos:
|                                                                                      | Surbus Ir a la base de datos        | Surbus Ir a la base de datos | Surbus Ir a la base de datos | Surbus Ir a la base de datos | Surbus Ir a la base de datos |
| Línea                                                                                | Trayecto                            | Horario 1 Laborables         | Horario 2 Sábados            | Horario 3 Festivos           | Frecuencia 1/2/3             |
| ------------------------------------------------------------------------------------ | ----------------------------------- | ---------------------------- | ---------------------------- | ---------------------------- | ---------------------------- |
|                                                                                      | Torrecárdenas-Nueva Almería         | 6:55 a 22:52                 | 6:55 a 22:52                 | 6:55 a 22:52                 | 60´/60´/ 60´                 |
|                                                                                      | Zapillo-Universidad-Nueva Almería   | 7:05 a 22:40                 | 7:15 a 22:20                 | 7:50 a 21:35                 | 20´/30´/ 30´                 |
|                                                                                      | Nueva Andalucía-Universidad-Zapillo | 6:25 a 22:10                 | 6:35 a 22:30                 | 6:35 a 22:45                 | 20´/30´/ 30´                 |
|                                                                                      | Centro-Costacabana                  | 6:55 a 22:40                 | 7:10 a 22:40                 | 7:10 a 22:10                 | 20´/30´/ 60´                 |
| - La frecuencia y el horario se refire a: Laborables / Sábados / Domingos y festivos |                                     |                              |                              |                              |                              |

## Equipamientos públicos

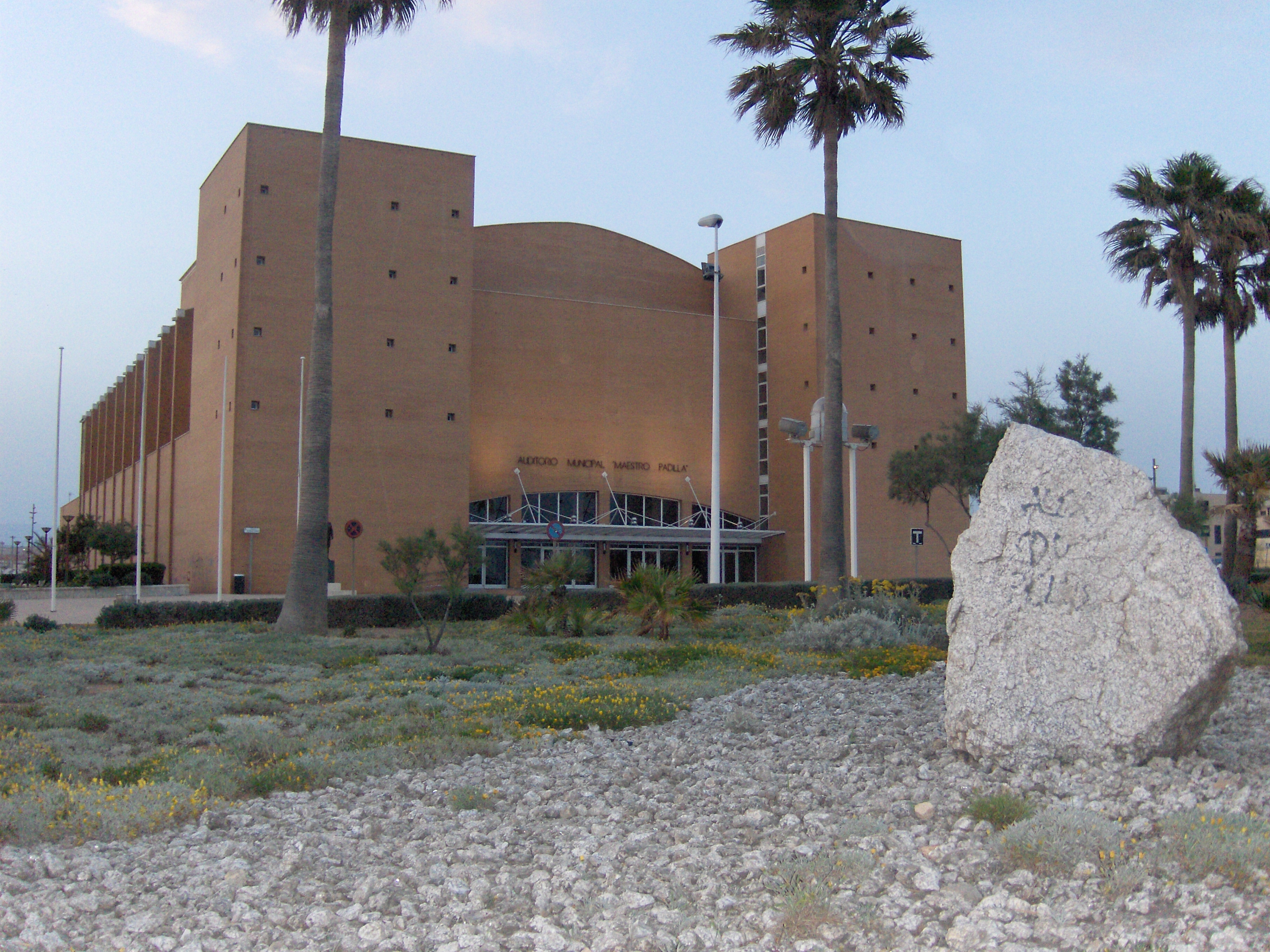
Auditorio Maestro Padilla

Entre los equipamientos públicos de la zona destacan el auditorio "Maestro Padilla", el estadio de la Juventud "Emilio Campra", el Pabellón de la Juventud, el albergue y las pistas polideportivas situadas en el antiguo Recinto Ferial de la ciudad. Urbanísticamente, una amplia sección del Paseo Marítimo Carmen de Burgos, y muchas de las playas de la ciudad, se encuentran dentro de los límites del barrio.

### Espacio del antiguo Recinto ferial
Situado entre El Zapillo y la Vega de Acá, en agosto se aprovechaba ese espacio de las pistas que normalmente tienen un uso meramente deportivo, para instalar la Feria de Almería. En el año 2010 la Feria se trasladó definitivamente al recinto estable situado en el margen del río Andarax. Hoy en día alberga un gran parque infantil llamado parque de las Familias, con temática de la ciudad, una zona al aire libre con mucha variedad de plantas, un circuito para hacer gimnasia, carril bici, y un lago. A esta primera fase ya terminada, se le sumarán en un futuro dos fases más, quedando completamente aprovechado este gran espacio de la ciudad.

### Auditorio Maestro Padilla
También a las afueras del barrio, limitando con Nueva Almería. El auditorio Maestro Padilla fue construido en el año 1992 por el arquitecto José Segui. Su propiedad es pública-municipal dependiendo del Ayuntamiento de Almería.
El tipo de recinto es teatro a cubierto, siendo la relación público-escena fija frontal. Las actividades desarrolladas son muy variadas desde representaciones de ópera, teatro, danza, conciertos, congresos y hasta exposiciones, para lo cual existen dos galerías.
El teatro dispone de bar, guardarropa, telefonía interior entre todas las dependencias, así como acceso de minusválidos a las salas y aseos.

### Otros edificios
Entre otros edificios del barrio, podemos destacar la parroquia de San Pío X, ubicada en la calle Paterna del Río; el colegio público San Fernando, situado en Rodrigo Vivas Miras, 28; el colegio concertado Virgen del Mar, situado en avenida del Mediterráneo n.º 73 y el IES Maestro Padilla, situado en Avenida del Mediterráneo s/n (colindante con el colegio Virgen del Mar) y calle San Juan de Ávila, 42.

## Fiestas y tradiciones

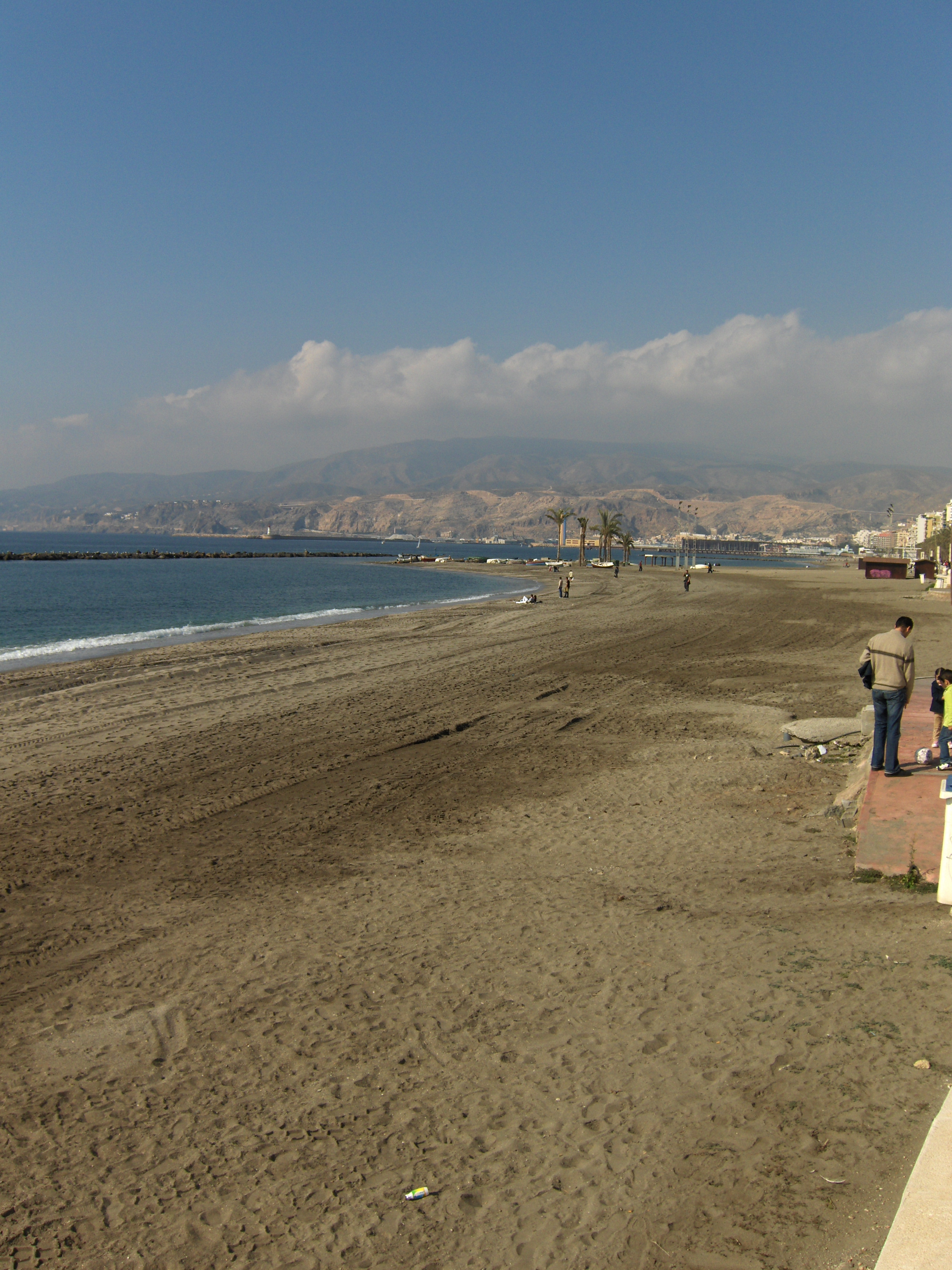
Playa de El Zapillo.

Los días grandes del barrio son en julio, en torno a la festividad de la Virgen del Carmen, que celebran con feria, una velada, triduo y procesión.

### Velá de la Virgen del Carmen
Se celebra el primer viernes posterior al 16 de julio. En El Palmeral se montan atracciones y se da lectura a un pregón.

### Procesión de la Virgen del Carmen
El primer sábado después del 16 de julio sale en procesión la Virgen del Carmen, una imagen de José Antonio Navarro Arteaga que recorre las calles del barrio hasta llegar a la playa.

### Semana Santa
El Lunes Santo sale la Hermandad Sacramental de Nuestra Señora del Carmen, Nuestro Padre Jesús del Gran Poder y María Santísima del Mayor Dolor y Traspaso desde San Pío X, una de las cofradías que más recorrido tiene con 4.900 metros. Los nazarenos visten túnica negra y llevan cirio rojo habida cuenta del carácter sacramental de la Hermandad.

## Personas del Zapillo
- José Ortiz Bernal